# Landtagswahl in Tirol 1979
- SPÖ: 10
- ÖVP: 24
- FPÖ: 2

Die Landtagswahl in Tirol 1979 fand am 30. September 1979 statt. Die Österreichische Volkspartei (ÖVP) konnte dabei leichte Gewinne erzielen und hielt ihren bisherigen Mandatsstand von 24 Mandaten. Die Sozialistische Partei Österreichs (SPÖ) büßte hingegen 3,1 % Stimmenanteil ein und musste nach 1970 erneut ein Mandat, diesmal an die Freiheitliche Partei Österreichs (FPÖ) abgeben. Die SPÖ erhielt damit nur noch 10 Mandate, die FPÖ konnte erstmals seit 1961 wieder zwei Mandatare stellen. Die Kommunistische Partei Österreichs (KPÖ) und die Liste Tiroler Mittelstand (MS) scheiterten hingegen am Einzug in den Landtag.
1979 waren 371.375 Menschen bei der Landtagswahl stimmberechtigt, wobei dies eine Steigerung der Wahlberechtigten um 18.627 Personen bedeutete. Die Wahlbeteiligung war hingegen gegenüber 1975 leicht von 91,80 % auf 90,58 % gesunken.

## Gesamtergebnis
|                                         | Ergebnisse 1979 | Ergebnisse 1979 | Ergebnisse 1979 | Ergebnisse 1975  | Ergebnisse 1975  | Ergebnisse 1975  | Differenzen | Differenzen | Differenzen |  |
| --------------------------------------- | --------------- | --------------- | --------------- | ---------------- | ---------------- | ---------------- | ----------- | ----------- | ----------- |  |
| Wahlberechtigte                         | 371.375         | 371.375         | 371.375         | 352.748          | 352.748          | 352.748          | + 18.627    | + 18.627    | + 18.627    |  |
| Wahlbeteiligung                         | 90,58           | 90,58           | 90,58           | 91,80 %          | 91,80 %          | 91,80 %          | - 1,22 %    | - 1,22 %    | - 1,22 %    |  |
|                                         | Stimmen         | %               | Mand.           | Stimmen          | %                | Mand.            | Stimmen     | %           | Mand.       |  |
| Abgegebene Stimmen                      | 336.408         |                 |                 | 323.817          |                  |                  | + 12.591    |             |             |  |
| Ungültig                                | 6.502           | 1,93 %          |                 | 6.598            | 2,04 %           |                  | - 96        | - 0,11 %    |             |  |
| Gültig                                  | 329.906         | 98,07 %         |                 | 317.219          | 97,96 %          |                  | + 12.687    | + 0,11 %    |             |  |
| Partei                                  |                 |                 |                 |                  |                  |                  |             |             |             |  |
| Österreichische Volkspartei (ÖVP)       | 207.269         | 62,83 %         | 24              | 193.760          | 61,08 %          | 24               | + 13.509    | + 1,75 %    | ± 0         |  |
| Sozialistische Partei Österreichs (SPÖ) | 96.617          | 29,29 %         | 10              | 102.781          | 32,40 %          | 11               | - 3.612     | - 3,11 %    | - 1         |  |
| Freiheitliche Partei Österreichs (FPÖ)  | 22.377          | 6,78 %          | 2               | 18.817           | 5,93 %           | 1                | + 3.560     | + 0,85 %    | + 1         |  |
| Kommunistische Partei Österreichs (KPÖ) | 1.362           | 0,41 %          | 0               | 1.861            | 0,59 %           | 0                | - 499       | - 0,18 %    | ± 0         |  |
| Liste Tiroler Mittelstand (MS)          | 2.281           | 0,69 %          | 0               | nicht kandidiert | nicht kandidiert | nicht kandidiert | + 2.281     | + 0,69 %    | ± 0         |  |
| Gesamt                                  | 329.906         | 100,00 %        | 36              | 317.219          | 100,00 %         | 36               | + 12.687    |             |             |  |